# Lista de deputados estaduais do Pará da 1.ª legislatura
Essa é uma lista de deputados estaduais do Pará eleitos para o período 1947-1951. 37 deputados.

## Composição das bancadas
| Partido | Líder                    | Bancada | Posição  |
| ------- | ------------------------ | ------- | -------- |
| PSD     | Ney Rodrigues Peixoto    | 22 / 37 | Governo  |
| PSP     | Joaquim Serrão de Castro | 9 / 37  | Oposição |
| UDN     | José Rodrigues Viana     | 3 / 37  | Oposição |
| PTB     | Antônio Caetano          | 2 / 37  | Governo  |
| PCB     | Henrique Felipe Santiago | 1 / 37  | Oposição |

## Deputados estaduais
| Número | Deputados estaduais eleitos           | Partido | Votação | Percentual | Cidade onde nasceu    | Unidade federativa |
| 46747  | Aldebaro Cavaleiro de Macedo Klautau  | PSP     | 4.394   | 3,71%      | Belém                 | Pará               |
| 41297  | Francisco Siqueira Mendes Pereira     | PSD     | 3.602   | 3,04%      | Cametá                | Pará               |
| 41953  | Ney Rodrigues Peixoto                 | PSD     | 3.522   | 2,98%      | Campos dos Goytacazes | Rio de Janeiro     |
| 41736  | Rosa de Carvalho Rebelo Pereira       | PSD     | 3.000   | 2,53%      | Belém                 | Pará               |
| 41889  | Balduíno Antônio Ataíde               | PSD     | 2.630   | 2,22%      | Ananindeua            | Pará               |
| 46715  | Augusto Pereira Correia               | PSP     | 2.537   | 2,14%      | Santarém              | Pará               |
| 41615  | Valdimir Alves Santana                | PSD     | 2.492   | 2,10%      | Marabá                | Pará               |
| 41151  | Joaquim Lobão da Silveira             | PSD     | 2.465   | 2,08%      | Bragança              | Pará               |
| 41911  | Célio Dacier Lobato                   | PSD     | 2.261   | 1,91%      | Belém                 | Pará               |
| 41413  | Lindolfo Marques Mesquita             | PSD     | 2.214   | 1,87%      | Castanhal             | Pará               |
| 41553  | João Camargo                          | PSD     | 2.026   | 1,71%      | Abaetetuba            | Pará               |
| 41148  | Waldir Bouhid                         | PSD     | 1.983   | 1,67%      | Belo Horizonte        | Minas Gerais       |
| 41874  | Francisco Maria Bordalo               | PSD     | 1.875   | 1,58%      | Cametá                | Pará               |
| 41757  | Sílvio Meira                          | PSD     | 1.788   | 1,51%      | Belém                 | Pará               |
| 41691  | Antônio Teixeira Queirós              | PSD     | 1.764   | 1,49%      | Marituba              | Pará               |
| 41563  | Alberto Engelhard                     | PSD     | 1.673   | 1,41%      | Belém                 | Pará               |
| 41322  | João de Paiva Menezes                 | PSD     | 1.624   | 1,37%      | Belém                 | Pará               |
| 41899  | Temístocles Santana Marques           | PSD     | 1.618   | 1,36%      | Bragança              | Pará               |
| 46923  | Licurgo de Freitas Peixoto            | PSP     | 1.532   | 1,29%      | São Félix do Xingu    | Pará               |
| 46135  | Joaquim Serrão de Castro              | PSP     | 1.467   | 1,24%      | Belém                 | Pará               |
| 41306  | Enéas Labor Barbosa                   | PSD     | 1.456   | 1,23%      | Barcarena             | Pará               |
| 41820  | Pedro Nunes Rodrigues                 | PSD     | 1.452   | 1,22%      | Altamira              | Pará               |
| 46845  | Rui Barata                            | PSP     | 1.433   | 1,21%      | Santarém              | Pará               |
| 41182  | Lauro dos Santos Melo                 | PSD     | 1.419   | 1,20%      | Tucuruí               | Pará               |
| 41389  | José Cupertino Cantente               | PSD     | 1.368   | 1,15%      | Paragominas           | Pará               |
| 41639  | José Manuel Reis Ferreira             | PSD     | 1.340   | 1,13%      | Tailândia             | Pará               |
| 46257  | Celso Cunha da Gama Malcher           | PSP     | 1.329   | 1,12%      | Monte Alegre          | Pará               |
| 46246  | Sílvio Leopoldo de Macambira Braga    | PSP     | 1.265   | 1,07%      | Belém                 | Pará               |
| 41904  | Luís Clementino de Oliveira           | PSD     | 1.244   | 1,05%      | Breves                | Pará               |
| 46443  | Abel Nunes de Figueiredo              | PSP     | 1.179   | 0,99%      | Soure                 | Pará               |
| 46250  | Flávio Gui da Silva Moreira           | PSP     | 1.157   | 0,97%      | Itaituba              | Pará               |
| 22641  | Graciano da Trindade Almeida          | UDN     | 975     | 0,82%      | Redenção              | Pará               |
| 22333  | José Rodrigues Viana                  | UDN     | 834     | 0,70%      | Jequié                | Bahia              |
| 22865  | João Prisco dos Santos                | UDN     | 750     | 0,63%      | Belém                 | Pará               |
| 14530  | José Maria Lins de Vasconcelos Chaves | PTB     | 741     | 0,62%      | Moju                  | Pará               |
| 14848  | Antônio Caetano                       | PTB     | 704     | 0,59%      | Novo Repartimento     | Pará               |
| 21917  | Henrique Felipe Santiago              | PCB     | 699     | 0,59%      | Oriximiná             | Pará               |